# Episodi di Tripping the Rift (prima stagione)
NLa prima stagione della serie animata Tripping the Rift, composta da 13 episodi, è stata trasmessa negli Stati Uniti, da Syfy, dal 4 marzo al 3 giugno 2004.
In Italia la stagione è stata trasmessa dal 9 settembre 2004 su Fox.
| n° | Titolo originale                  | Titolo italiano           | Prima TV originale | Prima TV Italia  |
| -- | --------------------------------- | ------------------------- | ------------------ | ---------------- |
| 1  | God is Our Pilot                  | Il viaggio nel tempo      | 4 marzo 2004       | 9 settembre 2004 |
| 2  | Mutilation Ball                   | Una scommessa azzardata   | 11 marzo 2004      |                  |
| 3  | Miss Galaxy 5000                  | Il concorso di bellezza   | 18 marzo 2004      |                  |
| 4  | Sidewalk Soiler                   | la condanna di Chode      | 25 marzo 2004      |                  |
| 5  | The Devil and a Guy Named Webster | L'avvocato e il diavolo   | 1º aprile 2004     |                  |
| 6  | Totally Recalled                  | Abnegazione totale        | 8 aprile 2004      |                  |
| 7  | 2001 Space Idiocies               | 2001 Idiozie nello spazio | 15 aprile 2004     |                  |
| 8  | Power to the Peephole             | Eleggiamo il presidente   | 22 aprile 2004     |                  |
| 9  | Nature vs. Nurture                | Il gemello di Chode       | 6 maggio 2004      |                  |
| 10 | Aliens, Guns & A Monkey           | Sicurezza totale          | 13 maggio 2004     |                  |
| 11 | Emasculating Chode                | Virilità offesa           | 20 maggio 2004     |                  |
| 12 | Love Conquers All...Almost        | La nave dell'amore        | 27 maggio 2004     |                  |
| 13 | Android Love                      | La gelosia di Chode       | 3 giugno 2004      |                  |